# Mahmoud Sami al-Baroudi
Mahmoud Sami al-Baroudi (arabiska محمود سامي البارودي), född 1838, död 1904, var en egyptisk politiker som innehade posten som regeringschef i Egypten 4 februari-26 maj 1882. Han var även poet.